# Andrena heraclei
Andrena heraclei är en biart som beskrevs av Robertson 1897. Andrena heraclei ingår i släktet sandbin, och familjen grävbin. Inga underarter finns listade i Catalogue of Life.